# Sendai-bori-gawa
La rivière Sendai-bori-gawa (仙台堀川, sendai-bori-gawa) est un canal situé dans l'arrondissement de Kōtō, à Tokyo, au Japon. Il relie la rivière Nyū-Nakagawa et le fleuve Sumida-gawa.
Il est traversé par la rivière Ōyoko-gawa (大横川, ōyoko-gawa) dans le quartier de Kiba, et possède deux défluents : les rivières Heikyū-gawa (平久川, heikyū-gawa) et Ōjima-gawa (大島川, oojima-gawa). Les eaux de Sendai-bori passent par la station de pompage et de drainage du quartier de Kiyosumi avant de se jeter dans la Sumida-gawa.